# Milton Wolff
Milton Wolff (7 octobre 1915 - 14 janvier 2008) est un militant communiste américain, dernier commandant du bataillon Lincoln de la XVe brigade internationale pendant la guerre d'Espagne.

## Biographie

### Jeunesse
Milton Wolff naît le 7 octobre 1915 à Brooklyn, New York dans une famille d'immigrants juifs de la classe ouvrière. Ses parents sont originaires de Lituanie et de Hongrie .
Pendant la Grande Dépression il œuvre au sein du Civilian Conservation Corps, puis adhère à l'Union des jeunes communistes à son retour à Brooklyn. C'est là qu'il se porte volontaire pour combattre en Espagne contre le fascisme.

### Guerre civile espagnole
Au début de 1937, Wolff part rejoindre les Brigades internationales en Espagne, atteignant Albacete en mars. En tant que pacifiste il souhaite à l'origine être médecin. Mais après les lourdes pertes subies par les Brigades internationales à la bataille de Jarama, l'incite à prendre les armes et il rejoint une compagnie de mitrailleuses.
Après un an de combats à Brunete, Belchite et Teruel, la Brigade perd deux officiers supérieurs, David Doran et Robert Hale Merriman lors de la bataille de Gandesa sur le front d' Aragon : en mars 1938, c'est au tour de Milton Wolff de prendre le commandement du bataillon. Il le dirige notamment — sous son nouveau nom de bataillon Lincoln-Washington — pendant la bataille de l'Èbre.
Wolff quitte l'Espagne en novembre 1938 à la démobilisation des brigades internationales.
Il est décrit comme un « intellectuel », « largement autodidacte ». Il « déteste les uniformes élégants », porte habituellement « un pantalon bouffant, une veste en cuir tachée » et par temps humide un « poncho en laine ». Ernest Hemingway écrit de lui à son retour aux États-Unis : « [il avait] 23 ans, grand comme Lincoln, décharné comme Lincoln, et aussi brave et aussi bon soldat que tous ceux qui commandaient des bataillons à Gettysburg. Il revient vivant et indemne, comme un grand palmier qui resterait debout là où un ouragan est passé ».

### Seconde Guerre mondiale
En 1940, Wolff se porte volontaire auprès des services secrets britanniques, le Special Operations Executive. Il y organise les transferts d'armes aux organisations de résistance européennes. Après l'entrée en guerre des États-Unis, il rejoint l'infanterie en juin 1942.

### Fin de vie
Pendant la répression maccarthyste, Milton Wolff comparait devant le comité des activités anti-américaines de la Chambre pour défendre l'association des Vétérans de la brigade Abraham Lincoln (VALB). Considérée comme une organisation communiste, donc subversive, elle est sommée de s'enregistrer auprès du gouvernement fédéral et ses dirigeants encourent de lourdes sanctions : tous démissionnent en 1950, et Wolff en prend la tête en tant que « commandant national ».
Devant le comité il justifie son action en Espagne en faisant référence à son ascendance : « Je suis juif, et sachant qu'en tant que juif nous sommes les premiers à souffrir lorsque le fascisme arrive, je suis allé en Espagne pour lutter contre lui ».
Milton Wolff se bat également avec acharnement pour les droits civils des Noirs et contre la guerre du Vietnam . Il propose même les services des vétérans (vieillissants) de la brigade Lincoln au chef nord-vietnamien Ho Chi Minh, qui les refuse[réf. nécessaire]. Plus tard, Wolff fait campagne contre l'apartheid en Afrique du Sud et collecte des fonds pour des ambulances dans le Nicaragua sous le règne des sandinistes dans les années 1980, en livrant personnellement vingt.
Il rédige deux romans autobiographiques, A Member Of The Working Class (publié en 2005) sur ses débuts à New York et Another Hill (publié en 1994) sur ses expériences communistes et espagnoles. Son troisième livre, The Premature Anti-Fascist, où il entendait décrire ses expériences après avoir quitté l'Espagne et pendant la Seconde Guerre mondiale, reste inachevé.

### Vie privée
Wolff s'est marié à deux reprises, et a eu deux enfants. Sa famille résidait principalement à Stony Brook, New York. Lui et sa seconde épouse sont enterrés au Sunset View Cemetery à El Cerrito.

## Sources
- Archives de la Brigade d'Abraham Lincoln (2008). Jewish Volunteers in the Spanish Civil War
- Davidson, Jo (1939), Spanish Portraits, Georgian Press.
- Eby, Cecil (2007). Comrades and Commissars: The Lincoln Battalion in the Spanish Civil War. Pennsylvania State University Press  (ISBN 978-0-271-02910-8)
- Martin, Douglas (2008). "Milton Wolff, 92, Dies; Anti-Franco Leader", New York Times, 17 janvier 2008
- Merriman, Marion; Lerude, Warren (1986). American Commander in Spain, Reno, University of Nevada Press  (ISBN 0-87417-106-7)